# Ямельниця
Яме́льниця — село в Україні, в Стрийському районі Львівської області. Населення становило 489 осіб станом на 01.01.2022 року. Орган місцевого самоврядування — Сколівська міська рада.

## Географія
Селом тече річка Бачкова. На південно-східній стороні від села початок річка Здзенни, права притока Стрию.

## Розташування
Від села до районного центру міста Стрий — 50 км, до залізничної станції Верхнє Синьовидне — 20 км, до м. Львів — 120 км. 
Через центр села протікає річка (є лівою притокою річки Стрий), яка має назву Ямельничка, хоч деякі старожили кажуть, що давніша її назва — Тиса. Найвища вершина — гора Ковбура — знаходиться на південному сході села. Її висота над рівнем моря становить 773 м.

## Історія

### Легенди
В одному з переказів йдеться про те, що назва села пішла від того, що тут було багато млинів, куди з'їжджалися молоти зерно люди з інших сіл. Мабуть, у цьому є доля правди. Адже, ще у 30-х роках XX століття у селі було три млини.
В іншій легенді розказується наступне: «Було це в сиву давнину. Часті набіги татар спустошували землі Галицько-Волинського князівства. Серед них і землі, де сьогодні знаходиться село Ямельниця. Мужньо захищали тоді землі князі. Після одного такого бою князь запитав їх, чого б вони бажали за те, що так мужньо билися. Вони попросили дати їм землю, де зараз це село. Спершу там нічого не було, лише одна мельниця (млин). У мельника була дочка-красуня. Її краса полонила усіх воїнів. І коли вони спитали: «Хто ти, красуне?», та жартома відповіла: «Я — мельниця». Це сподобалось воякам, і вони вирішили так наректи своє село. З того часу почали називати ті землі ямельницькими.»
В інших переказах розповідається, що засновником села був утікач від татаро-монгольської неволі — Матій. Ще сьогодні територію, де, можливо, стояла його (перша в селі) хата називають Матьховою. 
Люди, які проживали у Матьхові, водили різати бички в іншу частину села, де були густі ліси. Нині цей куток називається Бичковою. Третя частина села отримала назву Ровінь. Гірський хребет, який розмежовує села Ямельниця і Орів, називається Комарницький Діл, а місцевість під ним — Підділ. П'ята частина — Нижній кінець — була заснована найпізніше.

### Річ Посполита
У XVI—XVII століттях село перебувало під владою польських феодалів. Часи польсько-шляхетського панування у селі підтверджуються документально, матеріалами ревізії поселень Пермської землі за 1862 рік. Селяни Ямельниці, як і всієї Галичини, відробляли панщину та виконували інші повинності. Проте люди не мирилися із жорстоким панським гнітом. Багато селян втікало на Поділля та Наддніпрянщину.

### Під правлінням Відня
З 1772 року бере початок австрійське панування. Все господарське життя було у руках шляхти, дідичів, що використовували працю поневоленого селянства.
Нова доба в історії села почалася з 1848 року. Була скасована панщина, люди здобули омріяну свободу. На честь цієї події ямельничани поставили пам'ятний знак — Хрест. А біля нього посадили дерева. Ще й сьогодні гордо височіє одне з них — липа, якій близько півтора століття.
У другій половині XIX століття починається масове заснування сільських шкіл Львівською Митрополичою консисторією в Галичині, у тому числі на Сколівщині. У Ямельниці перша така школа була заснована 1850 року. 1869 року у селі налічувалося 115 дворів і 615 жителів; 1900 року — 129 дворів і 869 жителів (з них 821 українець, 5 поляків, 43 євреї). 1931 року кількість дворів зросла до 215, а населення — до 1204 осіб.

### Польська народна республіка
На початку 30-х років у селі пожвавилася просвітницька робота, ініціаторами її виступили священики та учителі місцевої школи. Була відкрита читальня «Просвіта», для якої 1937 року було побудоване нове приміщення на кошти жителів — «Народний дім». На його відкриття у травні на Зелені свята до Ямельниці з'їхалися люди зі Стрия, Дрогобича, Борислава, Сколе, довколишніх сіл. Не один раз зі сцени цього «Народного дому» лунали слова Тараса Шевченка, Івана Франка, Лесі Українки, Сидіра Воробкевича та інших письменників. Ставилася вистави «Назар Стодоля», «Наталка Полтавка» та інші. Регулярними стали виступи хористів, якими керували диригенти Дацюк і Жолобович, а пізніше Лука Плитин.
1934 року у селі засновано молодіжну організацію «Луг», члени якої брали участь у громадському і церковному хорі, виставах, показово-спортивних вправах на фестинах. Вони щорічно організовували походи, марші на могили УСС на горі Маківці. Був створений у селі і драматичний гурток.
1937 року замість «Лугу», розпущеного польською владою, під керівництвом отця Ганущака було організовано КУАМ (Католицьку акцію української молоді). Головою КАУМу був Данило Карпин. Активістами цієї організації були В. П. Савчин, В. С. Попович, М. П. Гнатів.
Поряд із позитивними зрушеннями було чимало і такого, що гальмувало розвиток українського відродження в селі. Насамперед, посилення польського окупаційного гноблення. І це позначалося на усьому: громадському житті, церковних справах, шкільництві. У школі вчителі-поляки вимагали проводити навчання польською мовою. «Одна така вчителька, — згадував Д. С. Паращак, — на прізвище Скульська до крові била хлопців, які відмовлялися говорити польською мовою. За цю непокору штрафували батьків цих учнів».
У 1930-х роках населення села в основному займалось рільництвом та розведенням худоби (корови, вівці).
1938 року у селі було створено свою організацію ОУН. Серед її засновників буди Дмитро Карпин, Осип Чущак, Іван Смолій .

### Друга світова війна

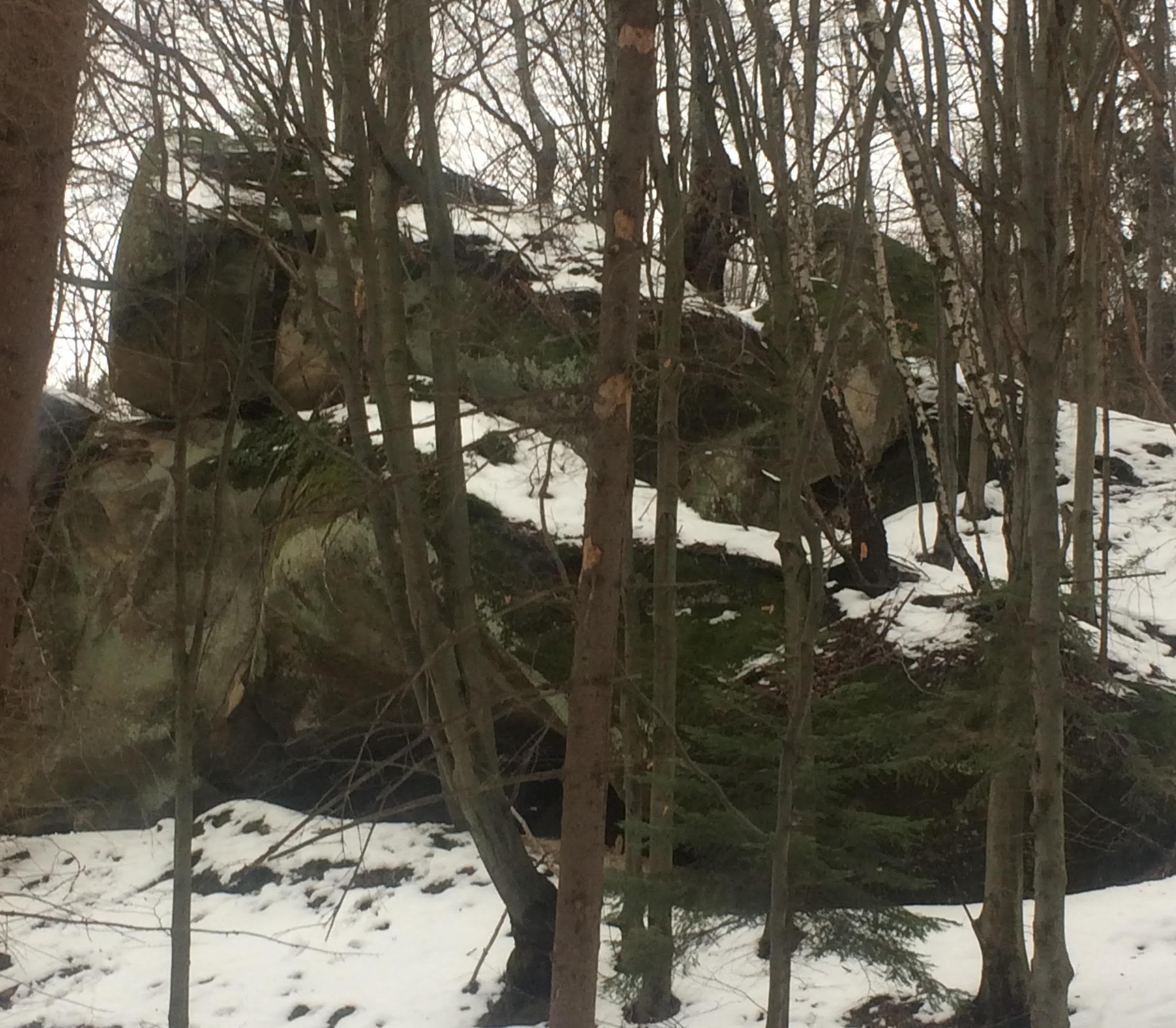
Криївка у якій діяла повстанська радіостанція. Фото зроблене членами ГО «ГРАНІТ» під час експедиції з маркування маршрутів

У вересні 1939 року почалася Друга світова війна. У село вступили червоноармійці, або як їх називали «совіти». 27 січня 1940 року створено сільську раду. Заборонили діяльність «Просвіти». Почалися переслідування ОУН і КАУМ.
У грудні 1941 року село було окуповане німецько-фашистськими загарбниками. Німці запровадили великі податки. Всю живність змушували здавати владі. Почався голод. Багатьох людей насильно забирали на примусові роботи у Німеччину. На перешкоду німцям часто ставали воїни УПА. У 1943—1944 роках на території села активно діяли дві сотні повстанців. Із жовтня 1943 р. до 7 квітня 1945 р. на околиці села працювала радіостанція УПА «Самостійна Україна» (інші назви «Вільна Україна», «Афродита»).
8 серпня 1944 року село було зайняте Червоною армією. Почалась нова окупація — радянська. Багатьох жителів села примусово мобілізували в Червону Армію. Пішло на фронт понад 110 чоловік, з них 33 — загинуло, 22 — стало інвалідами.

### Повоєнний час
Було відновлено сільську раду. Органи НКВС влаштовували облави на українських повстанців. Великі бої відбулися у 1946—1947 роках. Коли вести боротьбу стало неможливо, воїни Української повстанської армії зібралися в урочищі «Стовба» і звідси через гори вирушили за кордон.
Тоді нова біда прийшла в село. 19 вересня 1949 року започаткували колгосп ім. Шевченка. Людей (кого встигли схопити) замкнули в клубі. Потім, як згадують очевидці, по одному виводили і силою змушували підписувати заяви. Пізніше почали усе усуспільнювати (забирати): землю, реманент, худобу.1952 року Ямельницький колгосп приєднали до сусіднього колгоспу ім. Жданова (села Підгородці, Сопіт, Урич).
Не обминуло Ямельницю нове лихо. Почали вивозити людей в інші місцевості: Донбас, Сокальський район. Робилось усе це примусово. Вивезли більше третини жителів села.
У 50-60 роки посилився наступ на духовні цінності населення села. Були знищені хрест, поставлений на честь скасування кріпацтва, невелика дерев'яна каплиця в одному із кінців села — Бичкові. Кілька разів пробували закрити доступ людям до церкви, але ямельничани відстояли свої права.
В 1960-х ситуація трохи змінилася. Було побудовано нову школу (1959), магазин. У 1969 почалася електрифікація села. 1975 року побудували будинок для вчителів, дитячий садок «Струмочок».

## Населення
Згідно з переписом УРСР 1989 року чисельність наявного населення села становила 683 особи, з яких 336 чоловіків та 347 жінок.
За переписом населення України 2001 року в селі мешкало 539 осіб.

### Мова
Розподіл населення за рідною мовою за даними перепису 2001 року:
| Мова       | Відсоток |
| ---------- | -------- |
| українська | 99,82 %  |
| російська  | 0,18 %   |

## Сьогодення
В селі 2 км дороги з чорним покриттям, 2 км з твердим покриттям і 14 км з ґрунтовим покриттям.
В Ямельниці діє середня школа І-ІІ ступеня (дев'ятирічна), збудована в 1961 р., директором є Кметик Ростислав Вікторович; Народний Дім (клуб), збудований в 1939; при клубі є сільська бібліотека; діє поштове відділення зв'язку (приміщення збудоване в 1922 р.); медичний пункт (ФАП). Є три торгові точки, одна від Верхньосиневиднянського ССТ, інші приватні.
В селі є діюча церква св. ап. Івана Богослова, в ній почергово проводять богослужіння парафії УГКЦ (настоятель о. Микола Струналь) та ПЦУ (настоятель о. Андрій Перун).

## Відомі люди
- Попович Василь Семенович — лицар Бронзового хреста заслуги УПА.

## Галерея

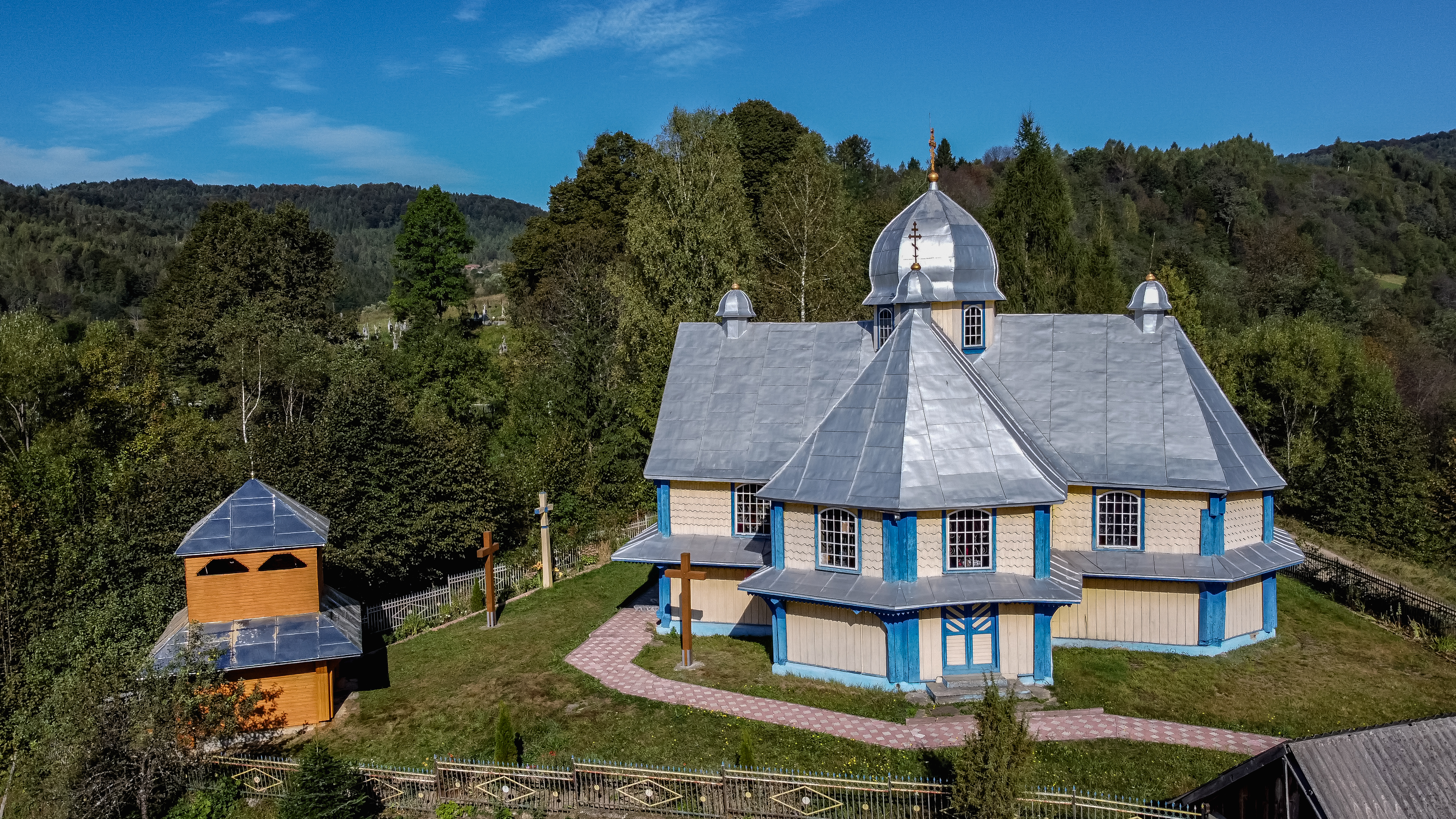
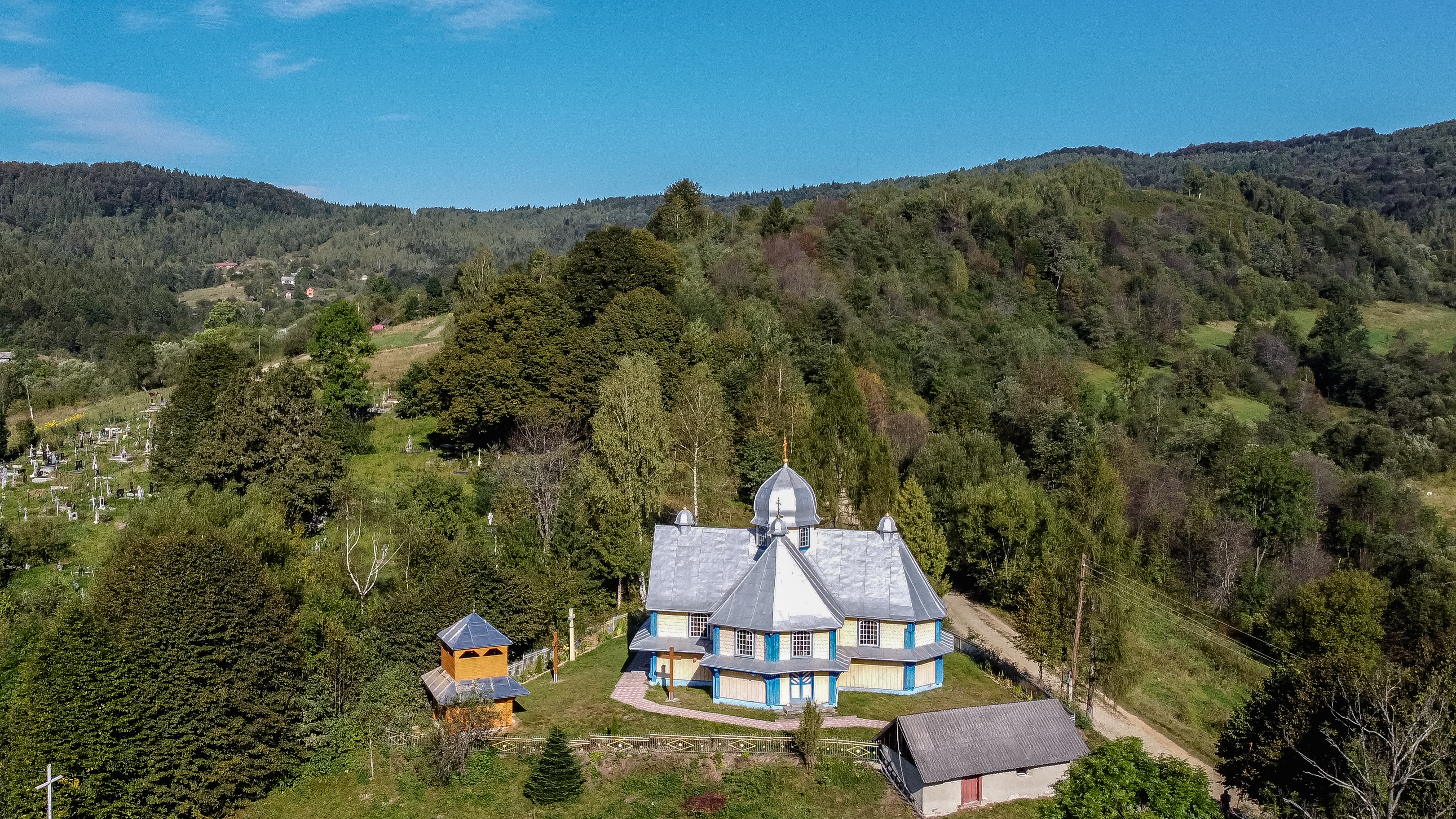